# اقتصاد بازار
اقتصاد بازار (همچنین «اقتصاد بازار آزاد» و «اقتصاد بنگاه آزاد»؛ انگلیسی: Market economy) یک سیستم اقتصادی است که در آن تولید و توزیع کالاها و خدمات با مکانیزم بازارهای آزاد که توسط سیستم قیمت آزاد هدایت می‌شود (به جای بازارهای با برنامه)، انجام می‌گیرد. ویژگی اصلی این سیستم اقتصادی آن است که تصمیمات سرمایه‌گذاری، یا تخصیص کالای اساسی، به صورت اولیه از طریق بازارهای سرمایه و اقتصادی انجام می‌شود. این سیستم در مقابل اقتصاد دستوری (انگلیسی: Planned economy) قرار می‌گیرد که در آن تصمیمات سرمایه‌گذاری و تولید، به عنوان جزئی از یک برنامه تولیدی یکپارچه، توسط سیستم سیاسی حاکم یا سایر سازمان‌های بدنهٔ سیاسی که کنترل عوامل تولید را برعهده دارند، گرفته می‌شود.
در یک اقتصاد بازار، تولیدکنندگان و مصرف‌کنندگان دربارهٔ آنچه که تولید یا خریداری می‌کنند، خود تصمیم می‌گیرند؛ در مقابل در اقتصاد با برنامه دولت دربارهٔ نوع و کمیت کالاهای تولید شده تصمیم‌گیری می‌کند.
.
در اقتصاد بازار هیچ هماهنگ‌کننده مرکزی عملیات را هدایت نمی‌کند، بلکه از دیدگاه نظری خودسازماندهی بر تعامل پیچیده عرضه و تقاضا و قیمت‌های تعداد زیادی کالا و خدمات حاکم است. حامیان اقتصاد بازار معتقدند اشخاصی که به دنبال علاقه شخصی خود در تجارت هستند، یک آرایش خود بخودی ایجاد می‌کنند که در تأمین مقادیر زیادی کالا برای جامعه به کارآمدترین شکل ممکن مؤثر است. آدام اسمیت می‌گوید:
- «شخصی که فقط به منافع خود می‌اندیشد توسط یک دست نامرئی به جایی می‌رود که با خواسته‌های او مطابقت ندارد. این وضعیت برای جامعه‌ای که او بخشی از آن نبوده همیشه بد نیست. هر فرد با دنبال کردن مداوم علایق خود علایق جامعه را به‌طور مؤثر ارتقاء می‌دهد. من هرگز از کسانی که بر تجارت کالای مشترک (غیر رقابتی) اثر گذاشته‌اند چیز خوبی سراغ ندارم. (" ثروت ملل ")

ریشه‌های نظری اقتصاد بازار در برخی متفکران کهن قابل ردیابی است. نادیا مفتونی در کتاب اقتصاد فرهنگ و رسانه فاضله فارابی نشان می‌دهد که دیدگاه‌های اقتصادی فارابی به اقتصاد بازار قرابت دارد. از جمله این که فارابی نخستین وظیفه اخلاقی هر فرد را تلاش حداکثری در کسب ثروت می‌داند.
در مدل اقتصادی یک بازار آزاد هیچ گونه دخالتی از سوی دولت یا منبع دیگری وجود ندارد. در جوامع سرمایه‌محوری که مدل نظری یک اقتصاد بازار آزاد بزرگ در آن‌ها رخ ندهد، اقتصاد زیر زمینی جایگزین یک اقتصاد بازار آزاد واقعی می‌شود.
عناصر چهارگانه بازار عبارتند از:
- مصرف‌کننده یا تقاضاکننده
- نیاز یا احتیاج
- قدرت خرید
- عرضه‌کننده یا تولیدکننده

## ساختار تاریخی
از نظر تاریخی دو سطح از اقتصاد بازار را از هم می‌توان متمایز کرد که سطح اول از نظر زمانی مقدم بر سطح دومی است:
- سطح پایین شامل بازارها، مغازه‌ها، پلیه وران: در این سطح بیش از هر چیز روابط روزانهٔ بازار، مثلاً معامله در محدودهٔ محلی یا نزدیک، مثلاً گندم یا چوبی که به نزدکی‌ترین شهر حمل می‌شود به حساب می‌آیند. همچنین معاملات منظم و برنامه‌ریزی شده با نقاط دور که به‌طور عادی جریان دارند و امکاناتی در اختیار بازرگانان اعم از بزرگ و کوچک قرار می‌دهند. بازار یک شهر کوچک، نمونهٔ «شفاف» این مبادله است که هیچ چیز غیرقابل پیش‌بینی در آن وجود ندارد و هر دو طرف قواعد و شرایط را می‌شناسند و همیشه می‌توانند چشم انتظار سود کمی‌باشند.[۶]
- سطح بالا شامل بازارهای مکاره و بورس‌ها: تاریخ دانان انگلستان نشان داده‌اند که از قرن ۱۵ به بعد در کنار بازار عمومی سنتی به‌طور فزاینده‌ای بازاری شکل گرفت که آن را بازار خصوصی نامیدند. در این نوع مناسبات جدید تجار سفرکننده مستقیم به سوی تولیدکننده می‌رفتند تا کالا را بخرند. از دهقانان پنبه، کتان، لاشهٔ چهارپایان، چرم، جو (یا گندم)، پرنده و غیره می‌خریدند، گاهی هم پیش خرید می‌کردند، مثلاً پشم گوسفند را قبل از چیدن یا گندم را حتی قبل از درو می‌خریدند. سرانجام کالاهای خریداری شده را به شهرهای بزرگ یا بنادر صادراتی می‌رساندند. روشن است که این نوعی از معامله بود که بسیار نابرابر بود و در آن رقابت - قانون بنیادین به اصطلاح اقتصاد بازار- نقش مهمی ایفا نمی‌کرد و بازرگان از دو جهت امتیاز داشت: اول، وی رابطهٔ بین تولیدکننده و کسی که سرانجام کالا به دستش می‌رسید را قطع می‌کرد (فقط بازرگانان مناسبات بازار در دو انتهای زنجیره و در نتیجه سودی را که در انتظارشان بود می‌شناختند) و دوم، پول نقد در اختیار داشت، مهم‌ترین دلیل. به این ترتیب زنجیره‌های طویل تجاری بین تولد و مصرف تشکیل شدند. موفقیت این امر بیش از همه به دلیل کارایی آن در تأمین نیاز شهرهای بزرگ بود، از این رو مقامات مجبور بودند هر دو چشم خود را ببندند یا حداقل کنترل شان را کاهش دهند. هرچه این زنجیره‌ها طولانی‌تر می‌شدند بیشتر از مقررات عادی و کنترل سرباز می‌زدند.[۶]

## اقتصاد بازار آزاد
در حال حاضر هیچ کشوری وجود ندارد که همه بازارهای داخلی آن کاملاً آزاد باشد. اما این واژه به معنای مطلق به کار نمی‌رود. سطح آزادی بازار بسیاری از کشورهایی که سیستم سرمایه‌داری دارند چندان زیاد نیست. حتی ایالات متحده که نماینده سرمایه‌داری است برخی از عوامل اقتصادی را محدود کرده است. طبق شاخص آزادی اقتصادی، در کشورهای دیگر مانند هنگ کنگ این محدودیت‌ها کمتر است.
بازارهای آزاد با بی‌حکومتی نیز ارتباط دارند و بسیاری از مردم معتقدند که بازار آزاد مستلزم عدم حضور دولت است. تنها تعداد کمی از متفکرین بازار آزاد طرفدار حذف دولت هستند؛ اغلب آن‌ها از جمله آدام اسمیت و میلتون فریدمن معتقدند که دولت باید در بازار آزاد نقش داشته باشد، ولو اینکه این نقش محدود باشد. حتی طرفداران سرمایه‌داری سامان ستیز نیز به حکومت قانون (طبیعی یا قراردادی) و دفاع مؤسسات از آن (با دریافت هزینه) معتقد هستند. اغلب صاحب نظران بازار آزاد معتقدند که دولت‌ها باید حداقل به موارد زیر محدود شوند: ایجاد یک سیاست قضائی برای حل و فصل اختلافات، حفظ پایداری پول (مبارزه با تورم)، حفاظت از رقابت در بازار و مصرف‌کنندگان و حفاظت از کشور از طریق دفاع ملی.
این صاحب نظران بر سر لزوم یا عدم لزوم تأمین هزینه‌های جاده‌ها، مدارس، دفاتر پستی، کتابخانه‌ها، مراکز پلیس و ایستگاه‌های آتش‌نشانی با هم اختلاف نظر دارند و برخی از آنان معتقدند که بازار می‌تواند مسائل بیرونی خود را حل کند.
برای اینکه یک اقتصاد به عنوان یک بازار آزاد واقعی در نظر گرفته شود، عوامل کار، کالاها، خدمات و سرمایه باید از حوزه محدودیت‌های دولت و موانع تجاری خارج شوند، به‌طوری‌که بتوانند آزادانه از مرزها بگذرند.

## تصمیم‌گیری
«اقتصاد» معمولاً به کاپیتالیسم مربوط است.
به‌طور کلی اقتصادهای بازار در تصمیم‌گیری از پایین به بالا عمل می‌کنند و اطلاعات ورودی مصرف‌کنندگان در هنگام خرید محصولات در بازار به تولیدکننده می‌رسد. در قرن بیستم برای مدت کوتاهی حتی کشورهایی که خود را سرمایه گرا می‌نامند به فرمان‌های بالا به پایین در بازار روی آوردند و دولت یا تولیدکنندگان تلاش کردند که منابع را به سمت استفاده‌های مفید هدایت کنند. امروزه همه کشورها به نوعی بر بازار کنترل دارند و مسیر آزاد و نامحدود منابع به سمت مشتری با مواردی مانند تعرفه‌ها و یارانه‌ها حذف می‌شود. میلتون فریدمن و بسیاری از اقتصاددان‌های خرد دیگر معتقدند که این‌گونه دخالت‌ها برای منابع ارسالی مزیت دارد و تولید محصولات ممکن است به اندازه عدم تولید آن‌ها به واسطه این محدودیت‌ها ارزش نداشته باشد.

## عوامل بیرونی بازار
مثال‌هایی از شکست‌های بازار یا تأثیر عوامل بیرونی شامل:
- عوامل بیرونی منفی
- انحصار فروش
- عدم تأمین کالاهای غیر رقابتی (عمومی)
- و نابرابرای‌های اجتماعی مانند فقر شدید

می‌باشد.
شکست‌های بازار ناشی از عدم دریافت اطلاعات کافی یا مناسب دربارهٔ مواردی مانند قیمت‌ها توسط بازار می‌باشد؛ مثلاً در حال حاضر بازار به هیچ روشی نمی‌تواند هزینه یا ضرر آلودگی را برای جامعه بفهمد.
دلیل اینکه برخی فکر می‌کنند دخالت دولت به صورت محدود لازم است، همین عوامل می‌باشد. میلتون فریدمن معتقد است که بسیاری از شکست‌های بازار را می‌توان بدون قوانین دولتی و از طریق افشای اطلاعات حل نمود. افشای اطلاعات برای قانون دولت ضروری است، اما نحوه عملکرد کسب و کارها را به‌طور جدی قانونمند نمی‌کند. در عوض، شفافیت اطلاعات به بازار امکان می‌دهد به رفتار آن‌ها واکنش نشان دهد؛ مشتریان می‌توانند با پول‌های خود به کسب و کارها رأی دهند و اطلاعات بهتری دربارهٔ شرکت‌های تولیدکننده به دست می‌آید.
فریدمن همچنین عقیده دارد که برای حل عامل بیرون آلودگی باید مجوز آلودگی ایجاد شود. با فروختن مجوزها به مردم آن‌ها می‌توانند هزینه زیان یا فایده آلودگی را نشان دهند. او معتقد است که این نوع «قوانین» دولتی به جریان بهتر اطلاعات کمک می‌کند. اگر مردم واقعاً برای هوای پاک ارزش قائل باشند، اطلاعات در بازار حس خواهد شد و شرکت‌ها برای دوستی با محیط سریعتر واکنش نشان می‌دهند.
به نظر فریدمن دولت‌ها می‌توانند در حل عوامل بیرونی بازار نقش داشته باشند، اما تنها زمانی که مسائل انتقال اطلاعات را حل کنند، نه اینکه اطلاعات فعلی را پنهان نمایند.

## دخالت دولت
امکان دارد که در یک اقتصاد بازار دولت در اقتصاد دخالت داشته باشد. تفاوت اصلی اقتصادهای بازار و اقتصادهای با برنامه در میزان تأثیر دولت نیست، بلکه در این است که آیا این تأثیر برای ممانعت اجباری از تصمیم بخش خصوصی به کار می‌رود یا نه.
در یک اقتصاد بازار، اگر دولت به فولاد بیشتری نیاز داشته باشد، مالیاتها را جمع آوردی کرده و فولاد را به قیمت بازار خریداری می‌کند. در یک اقتصاد با برنامه، دولتی که فولاد بیشتری می‌خواهد، دستور تولید آن را صادر می‌کند و قیمت آن را خود تعیین می‌نماید.
اقتصادی که در آن هم برنامه‌ریزی مرکزی و هم راهکارهای تولید و توزیع بازار وجود دارد، اقتصاد مختلط نامیده می‌شود. اقتصاد بازار سوسیال آلمان یکی از اقتصادهای مختلط با عملکرد خوب است و اقتصاد دانان خرد معتقدند که در مقایسه با اقتصادهای سوسیال تر دیگر مانند انگلستان، این اقتصاد در مدت زیادی از قرن بیستم قیمت‌های آزاد بیشتری داشت.
نقش مناسب دولت در یک اقتصاد بازار همچنان بحث‌انگیز باقی مانده است. اغلب حامیان اقتصاد بازار معتقدند که دولت در تعریف و اعمال قوانین اصلی بازار نقش مشروع دارد. پاسخ به سؤال دربارهٔ میزان قدرت دولت در هدایت اقتصاد و رسیدگی به نابرابری‌های ناشی از بازار، بحث برانگیزتر است؛ مثلاً دربارهٔ مسائلی مانند تعرفه‌های حمایتی، کنترل فدرال نرخ بهره و برنامه‌های رفاهی اتفاق نظر وجود دارد.
میلتون فریدمن و بسیاری از اقتصاد دانان خرد معتقدند که دخالت بیش از حد دولت و قوانین می‌تواند باعث اختلال یا توقف انتقال اطلاعات لازم جهت فعالیت بازار گردد؛ به نظر او عوامل بیرونی بسیار جدی دولت می‌تواند منجر به تورم، کاهش نقدینگی، رکود و بحران اقتصادی گردد.
میلتون فریدمن عقیده دارد که بحران بزرگ ناشی از عوامل بیرونی بود که توسط دولت ایجاد شده بودند و در نتیجه دولت مسئول علل بحران بزرگ است.

## آزادی بازار
فردریش فان هایک و میلتون فریدمن می‌گویند که آزادی اقتصادی شرط لازم برای ایجاد و حفظ مدنیت و آزادی‌های سیاسی است. آن‌ها معتقدند که این آزادی اقتصادی فقط در یک اقتصاد بازارگرا و به ویژه اقتصاد بازار آزاد محقق می‌شود. اما آن‌ها گمان می‌کنند که آزادی اقتصادی کافی در اقتصادهایی قابل دسترسی است که بازارهای آن از طریق قیمت‌ها و حقوق دارایی خصوصی فعالیت می‌کنند. به عقیده آن‌ها هر چه آزادی اقتصادی بیشتر باشد، آزادی‌های مدنی و سیاسی در جامعه افزایش می‌یابد.
فریدمن می‌گوید:
 " آزادی اقتصادی برای آزادی سیاسی یک ضرورت است. اگر مردم بتوانند بدون اجبار یا دستورالعمل مرکزی با هم همکاری کنند، حوزه عمل قدرت سیاسی کاهش می‌یابد.» فریدمن، میلتون و رز فریدمن، آزاد برای انتخاب: یک نوشتار شخصی، Harcort Brace Janovich، ۱۹۸۰، صفحه 2-3 
مطالعات انجام شده توسط مؤسسه Fraser حامی بازار آزاد کانادا؛ بنیاد هریتج حامی بازار آزاد آمریکا و وال استریت ژورنال بیان می‌کند که بین آزادی اقتصادی و آزادی‌های سیاسی و مدنی (تا اندازه‌ای که فردریش فان هایک ادعا می‌کند) یک رابطه وجود دارد. آن‌ها با فان هایک در این نکته هم عقیده‌اند که کشورهایی که آزادی اقتصادی را محدود می‌کنند، در نهایت آزادی‌های مدنی و سیاسی را محدود می‌نمایند.
 بایگانی‌شده  در ۴ فوریه ۲۰۰۸ توسط Wayback Machine

## بازارها و کشورهای کمونیست
در دهه ۱۹۸۰، اغلب اقتصادهای با برنامه دنیا به دلایل مختلف تلاش کردند که خود را به اقتصاد بازار تبدیل کنند و میزان موفقیت آن‌ها متفاوت بود. در شوروی سابق این فرایند پرسترویکا (بازسازی) نامیده می‌شد، در حالیکه در چین ایجاد یک " اقتصاد بازار سوسیالیست "، یک عنصر از اصلاح اقتصادی چین بود.
اگر چه جمهوری خلق چین بزرگ‌ترین کشوری است که حزب حاکم آن خود را کمونیست می‌داند، این کشور چند منطقه ویژه اقتصادی دارد که به بنگاه‌های سرمایه‌داری اختصاص یافته و دولت بر آن‌ها کنترل متمرکز ندارد.
این موضوع با نظریه کمونیست که توسط مارکس و انگلس و بعدها توسط لنین، استالین و مائو مطرح شد تناقض دارد. پس از آغاز تجارت با جهان در زمان دنگ ژائوپینگ، جمهوری خلق چین برخی از آزادترین مناطق اقتصادی جهان را اداره می‌کند؛ از جمله هنگ کنگ که مؤسسه هوور و ژورنال وال استریت آن را آزادترین اقتصاد دنیا می‌دانند
 بایگانی‌شده  در ۴ ژانویه ۲۰۰۷ توسط Wayback Machine.
این مناطق ویژه اقتصادی برای کسب و کارها، صنایع، واردات و صادرات محدودیت‌های کمی گذاشته‌اند (از جمله حذف عوارض و سیستم قیمت‌گذاری آزاد). از زمان افتتاح مناطق آزاد تجاری نرخ رشد اقتصادی چین همواره بالای ۸٪ بوده و معمولاً مقدار آن در حدود ۱۲٪ بوده است.
این مناطق ویژه اقتصادی (SEZ) با سرمایه‌داری دولتی که در شوروی سابق تجربه شد تفاوت دارد، زیرا مناطق ویژه اقتصادی به سرمایه‌گذاران اجازه می‌دهند که صنایع و دارایی‌های شخصی خود را از کنترل دولت مرکزی خارج ساخته و گسترش دهند.
مناطق ویژه اقتصادی به صورت اقتصاد بازار عمل می‌کنند، در حالیکه سرمایه‌داری دولتی با رویکرد اقتصاد دستوری بالا به پایین فعالیت می‌نماید.
طبق China.org، «پس از افتتاح شنزن (shenzhen) و سه شهر ساحلی دیگر در جنوب چین به عنوان مناطق آزاد اقتصادی و ده‌ها منطقه توسعه اقتصادی و تکنولوژیکی در دهه ۱۹۸۰، کشور در اوایل دهه ۱۹۹۰ پانزده شهر بندی از جمله شانگهای گوانگژو، شنزن و تیانجین را به عنوان منطقه آزاد تجاری اعلام کرد.»

همچنین اخیراً چین دارایی خصوصی را به عنوان یک حق به رسمیت شناخته و به بنگاه‌های سرمایه‌گذاری اجازه داده در مراکز خرید مناطق ویژه اقتصادی فعالیت کنند.
چند کشور دیگر تحت حاکمیت احزاب کمونیست مانند ویتنام نیز در دهه‌های اخیر اصلاحاتی را در جهت گرایش به بازار انجام داده‌اند.
در این نوع اقتصاد دولت مسئولیتی ندارد.

## نقد اقتصاد بازار
نقدهای مختلفی به بازار، به عنوان اصل سازماندهی یک اقتصاد وارد است. برخی از این نقدها بازارها را به‌طور کامل رد می‌کنند و طرفدار اقتصاد با برنامه هستند (مانند نقدهای طرفداران سوسیالیسم) و برخی فقط می‌خواهند که این بازارها تا حدودی قانونمند شوند (در این میان برخی معتقدند که حرص ذاتاً غیراخلاقی است و برخی نقد علمی دارند).
یک مخالفت علمی مهم این ادعا است که بازارها از طریق عوامل بیرونی (چیزهایی که قیمت بازار آن‌ها را به حساب نمی‌آورد) باعث ویرانی می‌شوند، مثلاً از طریق آلودگی محیط. یک مخالفت دیگر این است که بازارها از طریق ایجاد انحصار بذر نابودی خود را می‌کارند.
برخی از حامیان اقتصادهای بازار معتقدند که دولت‌ها نباید آزادی بازار را کاهش دهند، زیرا آن‌ها بر سر عامل بیرونی بازار و عوامل بیرونی ناشی از دولت اختلاف دارند و نیز بر سر میزان نیاز به دخالت دولت برای حل عوامل بیرونی ناشی از بازار توافق ندارند. دیگران معتقدند که دولت باید برای جلوگیری از شکست بازار ایفای نقش کند و در عین حال ویژگی کلی یک اقتصاد بازار را حفظ نماید.
در مدل اقتصاد بازار سوسیال دولت در جایی مداخله می‌کند که بازار نمی‌تواند نیازهای شرکای خود را برآورده سازد. جان راول یکی از حامیان اصلی این ایده است.